# Reserva Natural de Jújols
La Reserva Natural de Jújols és una reserva natural del terme comunal de Jújols, a la comarca del Conflent (Catalunya del Nord).
Està situada al nord del terme de Jújols, en el vessant sud-est del Mont Coronat. Ocupa ben bé el terç septentrional d'aquest terme comunal.
La reserva es troba entre 1.100 i 2.459 m alt, i inclou 472,36 ha d'extensió. És en el massís del Mont Coronat. Dins de les reserves naturals franceses, té el codi RNN83 / FR3600083. S'hi poden reconèixer 195 espècies diferents, 123 d'ocells, 34 de mamífers, 22 d'aràcnids, 8 d'insectes i 7 d'angiospermes.

## Geologia
S'hi troben els coneguts esquists de pissarra de Jújols, tipus d'esquist ben conegut pels geòlegs. Esquists foradats, de vegades amb molts de fòssils, també els calcoesquists i, finalment, masses de calcàries.

## Clima
Les 472 hectàrees de la reserva contenen una natura sotmesa a influències temàtiques diverses: des del clima mediterrani al muntanyenc.

## Fauna
L'altitud i la diversitat dels medis naturals afavoreixen la presència d'una fauna rica i variada. Pel que fa als insectes, hi ha, per exemple, més de 800 espècies de papallones. D'aràcnids, l'escorpí groc hi troba un aliment abundant a base d'insectes. La presència de fusta morta i la riquesa del sòl forestal explica l'abundor de la microfauna.
La gran fauna comprèn sobretot ungulats com el cabirol, el cérvol, el senglar i l'isard. Entre els ocells que cal destacar, hi podem trobar el gall fer i el picot negre, l'àliga reial i el trencalòs als penya-segats.

## Flora
La riquesa de la flora de la reserva és el resultat de diversos factors: les influències climàtiques, la diversitat dels medis naturals (penya-segats, boscs, landes, gespes...) i les activitats pastorals passades i presents. Així, en l'entorn d'un camí es poden trobar, el roure verd a les parts baixes, les spiranthes d'estiu i la pingüícula insectívora a les zones humides; el pi negre es troba per damunt dels 1.600 metres.